# Aggadat Bereschit
Aggadat Bereschit (אַגָּדַת בְּרֵאשִׁית, auch Seder Elijahu Rabba genannt) ist ein nach 900 entstandener, kleinerer Homilien-Midrasch, eine Sammlung von 28 Homilien zu Genesis nach dem dreijährigen Lesezyklus. Jede Homilie hat drei Abschnitte, was 84 Teile ergibt. Der erste Abschnitt knüpft jeweils an Gen an, der zweite an einen Text aus den Propheten,
der als Haftara zu diesem Seder zu betrachten ist, und der dritte ist zu einer Psalmstelle.
Der Inhalt ist zu weiten Teilen entnommen aus Tanchuma Buber.

## Ausgaben
- Krakau 1903 (hrsg. von S. Buber)